# Chorebus dentisignatus
Chorebus dentisignatus är en stekelart som beskrevs av Docavo, Tormos och Fischer 2002. Chorebus dentisignatus ingår i släktet Chorebus och familjen bracksteklar. Inga underarter finns listade i Catalogue of Life.